# اچ‌ام‌اس فاون (۱۸۵۶)
اچ‌ام‌اس فاون (۱۸۵۶) (به انگلیسی: HMS Fawn (1856)) یک کشتی بود که طول آن ۱۶۰ فوت (۴۹ متر) بود. این کشتی در سال ۱۸۵۶ ساخته شد.